# Ярцов Аникита Сергійович
Ярцо́в Аники́та Сергі́йович (*6 (17) серпня 1737 — †2 (14) серпня 1819, село Новосілля, Тверська область) — російський інженер-металург, організатор гірничозаводської промисловості.
З 1797 по 1802 роки був начальником Головного управління заводів, в систему якого входили і Камські заводи. Разом з Андрієм Федоровичем Дерібяним брав участь в розробці проекту «Горного положения», затвердженого в 1806 році. Ярцов був прибічником відновлення Берг-колегії як центральної установи з гірничозаводської частини та ліквідації казенних палат.
Автор «Начертания» гірничо-уральських заводів, в якому виклав проект реорганізації виробництва. Йому належить низка удосконалень в кричному виробництві. За його ініціативи були піддані ретельному технічному огляду Іжевський та Воткінський заводи. Головний твір «Российская горная история» (рукопис в 7 книгах), 1-а та 2-а книги присвячені уральським заводам. В них є низка цінних відомостей про Іжевський та Воткінський заводи, про виробництво військової зброї.